# 1910 dans les parcs de loisirs
| Années des parcs de loisirs : 1907 - 1908 - 1909 - 1910 - 1911 - 1912 - 1913    |
| Décennies des parcs de loisirs : 1880 - 1890 - 1900 - 1910 - 1920 - 1930 - 1940 |

## Les parcs d'attractions

### Ouverture
- American Park ( France) ouvert au public le 1er juillet[1].
- Prinses Juliana Toren ( Pays-Bas)
- Luna Park (Los Angeles) (en) ( États-Unis)
- Luna Park (San José) (en) ( États-Unis)
- Luna Park (Tokyo) ( Japon)
- Playland (Vancouver) ( Canada)

### Fermeture
- Starin's Glen Island ( États-Unis)[2]

## Les attractions

### Montagnes russes
| Nom   | Type/Modèle | Constructeur       | Parc        | Pays       |
| ----- | ----------- | ------------------ | ----------- | ---------- |
| Racer | Bois        | McKay Construction | Cedar Point | États-Unis |

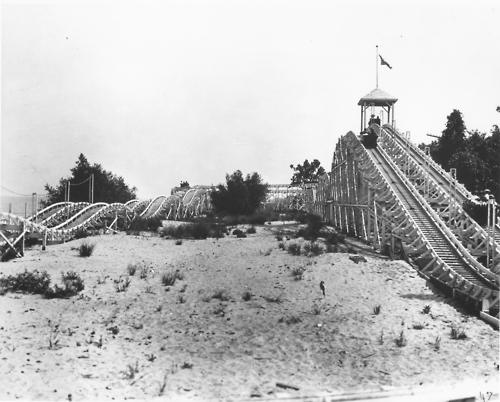
Racer à Cedar Point

### Autres attractions
| Nom                            | Type/Modèle | Constructeur                  | Parc              | Pays       |
| ------------------------------ | ----------- | ----------------------------- | ----------------- | ---------- |
| Carousel                       | Carrousel   | Philadelphia Toboggan Company | Euclid Beach Park | États-Unis |
| Dr. Floyd L. Moreland Carousel | Carrousel   | Dentzel Carousel Company      | Casino Pier       | États-Unis |

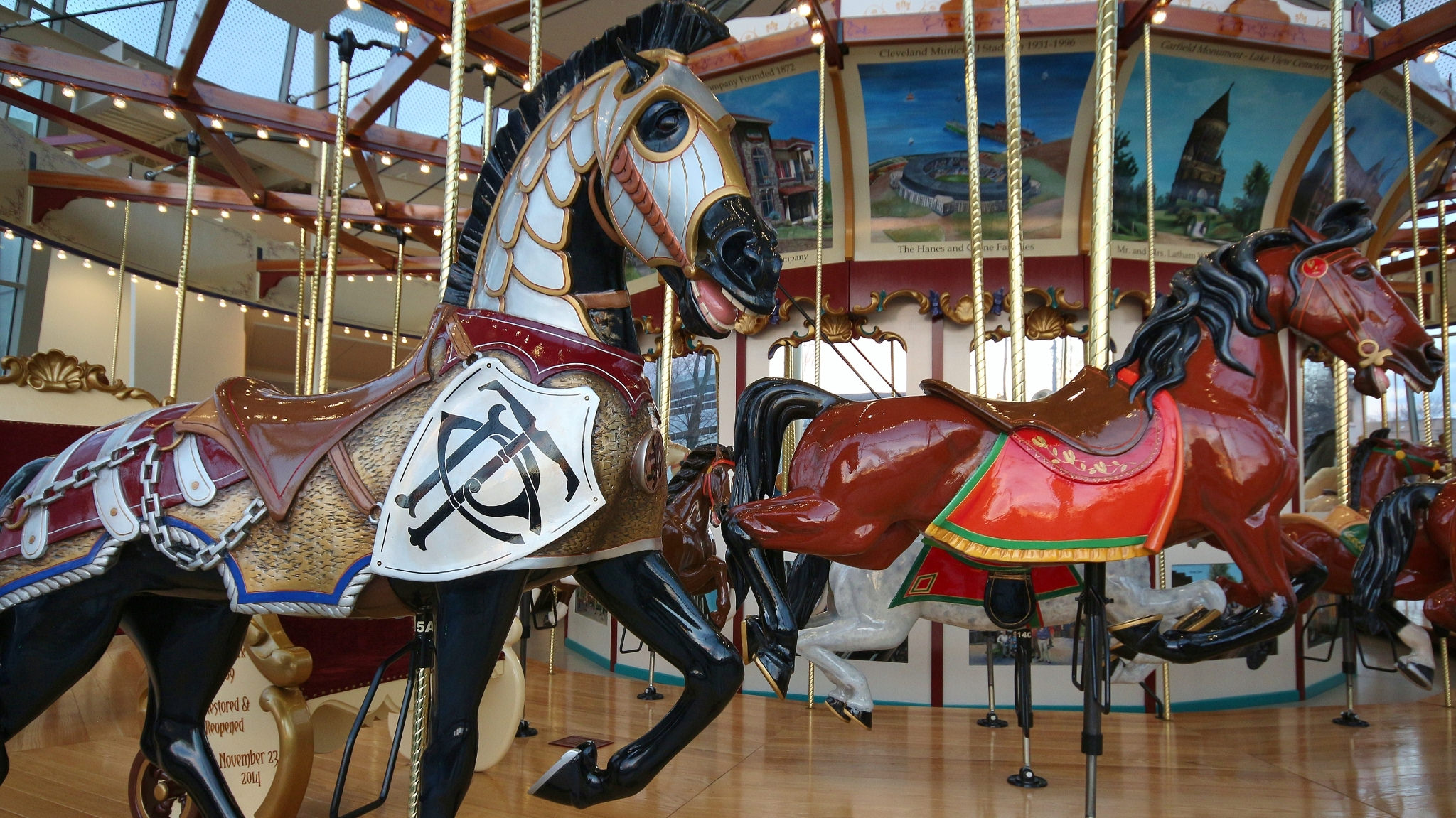
Ancien carrousel de Euclid Beach Park exposé au Cleveland History Center